# The Time of the Oath
The Time Of The Oath es el séptimo álbum de la agrupación alemana Helloween, publicado en 1996. El álbum está dedicado a la memoria del baterista anterior Ingo Schwichtenberg, quien se suicidó en 1995.

## Argumento
The Time Of The Oath está, según Andi Deris, basado en las profecías de Nostradamus, refiriéndose a las profecías hechas para los años 1994 a 2000. Los intérpretes de Nostradamus creen que él predijo una Tercera Guerra Mundial seguida por un milenio de paz, si los humanos hicieron las elecciones correctas. El álbum está compuesto para reflejar las elecciones de la humanidad. El guardián de las 7 llaves que aparece en este álbum, habiendo vuelto de Master of the Rings y para volver luego en The Legacy, podría representar a Dios, o en forma del séptimo soldado montado en la canción "Before The War".

## Lista de canciones

### Edición original
1. "We Burn" (Deris) – 3:10
2. "Steel Tormentor" (Weikath/Deris) – 5:52
3. "Wake Up the Mountain" (Kusch/Deris) – 5:05
4. "Power" (Weikath) – 3:33
5. "Forever And One (Neverland)" (Deris) – 4:15
6. "Before the War" (Deris) – 4:40
7. "A Million to One" (Kusch/Deris) – 5:15
8. "Anything My Mama Don't Like" (Deris/Kusch) – 3:50
9. "Kings Will Be Kings" (Weikath) – 5:10
10. "Mission Motherland" (Weikath/Helloween) – 9:00
11. "If I Knew (Weikath)" – 5:30
12. "The Time of the Oath" (Grapow/Deris) – 7:55

### Edición expandida
1. "Still I Don't Know" (Deris/Grosskopf) – 4:13
2. "Take It to the Limit" (Deris/Kusch) – 4:04
3. "Electric Eye" (Judas Priest cover)(Tipton/Halford/Downing) – 4:06
4. "Magnetic Fields" (Jean-Michel Jarre cover) (Jarre) – 3:41
5. "Rain" (Status Quo cover)(Parfitt) – 4:33
6. "Walk Your Way" (Grosskopf) – 4:56
7. "Light in the Sky" (Deris) – 2:35
8. "Time Goes By" (Deris) – 2:24

"Electric Eye" es tomado de A Tribute to JUDAS PRIEST Legends Metal Vol. 1.

### Créditos
- Andi Deris - Voz
- Michael Weikath - Guitarra
- Roland Grapow - Guitarra
- Markus Grosskopf - Bajo
- Uli Kusch - Batería